# Petraliidae
Petraliidae zijn een familie van mosdiertjes uit de orde Cheilostomatida en de klasse van de Gymnolaemata.

## Geslachten
- Mobunula Gordon, 1989
- Mucropetraliella Stach, 1936
- Petralia MacGillivray, 1869
- Petraliella Canu & Bassler, 1927
- Riscodopa Gordon, 1989
- Sinupetraliella Stach, 1936
- Utinga Marcus, 1949